# Bantar Panjang, Banten
Desa Bantarpanjang är en administrativ by i Indonesien.   Den ligger i provinsen Banten, i den västra delen av landet, 40 km väster om huvudstaden Jakarta.